# Тропічна савана Карпентарії
Тропічна савана Карпентарії (ідентифікатор WWF: AA0704) — австралазійський екорегіон тропічних та субтропічних луків, саван і чагарників, розташований на півночі Австралії.

## Географія
Екорегіон тропічної савани Карпентарії простягається із заходу на схід через північну частину Австралії, від північно-східних районів Північної Території до північно-західних районів Квінсленду. Він переважно охоплює низовини, що простягаються уздовж південного узбережжя Карпентарії — великої затоки Арафурського моря, розташованої між півостровами Арнемленд на заході та Кейп-Йорк на сході. Також він включає острови Веллслі та Пелью, розташовані на півдні затоки.
Уздовж південно-східного узбережжя затоки Карпентарія, на території Квінсленду, простягаються широкі прибережні низовини, які переважно лежать на висоті до 100 м над рівнем моря. З геологічної точки зору тут переважають кайнозойські осадові породи басейну Карумба, які перекривають більш давні, юрсько-крейдові породи басейну Карпентарія. На крайньому сході екорегіону, у районах, що межують з нагір'ям Ейнаслі, ці давні породи часто оголюються, формуючи розчленовані плато. Тут переважають глинисті та піщані латеритні ґрунти, а на північних прибережних рівнинах — червоноземні ґрунти. 
На південному заході екорегіону смуга прибережних низовин звужується. Вона обмежена Карпентарійським уступом — горбистою місцевістю, яка поступово підіймається до плато Барклі. Тут переважають розчленовані пагорби, основу яких складають латеризовані протерозойські осадові та метаморфічні породи. Ґрунти тут неглибокі та кам'янисті. На південному сході Карпентарійський уступ переходить у плато Маунт-Айза.
З навколишніх височин до затоки Карпентарія стікає багато річок, зокрема Ропер, Ліммен-Байт, Макартур, Калверт, Ніколсон, Лейхгардт, Фліндерс, Норман, Гілберт, Стаатен та Мітчелл. У нижній течії цих річок, поблизу краю затоки, зустрічаються великі прісноводні та солонуваті водно-болотні угіддя.
На північному заході екорегіон переходить у тропічну савану Арнемленду, на заході — у тропічну савану Кімберлі та у тропічну савану рівнин Вікторії, на півдні — у луки Мітчелл-Грасс-Даунсу, на сході — у савану нагір'я Ейнаслі, а на північному сході — у тропічну савану півострова Кейп-Йорк.

### Класифікація IBRA
Згідно з класифікацією IBRA екорегіон складається з трьох біорегіонів: Узбережжя Карпентарії, Уступу та височин Карпентарії та Рівнин Карпентарії.

## Клімат
На півночі екорегіону переважає саванний клімат (Aw за класифікацією кліматів Кеппена), а на півдні — напівпустельний клімат (BSh за класифікацією Кеппена). Максимальна середньорічна температура тут становить 32-34 °C, а у листопаді-грудні максимальні температури можуть досягати 36-39 °C. Опадів в регіоні випадає небагато, а їхня кількість зменшується з півночі на південь. У північно-західній частині екорегіону випадає від 1000 до 1200 мм опадів, у північно-східній частині, розташованій на схід від затоки Карпентарія, — 900 мм, на південному узбережжі затоки Карпентарія — приблизно 750 мм, а на крайньому півдні екорегіону — менше 500 мм. Розподіл опадів демонструє виражену сезонність: більшість з них випадає з листопада по березень під час літніх мусонів, а протягом решти року триває сухий сезон.

## Флора
В межах екорегіону зустрічаються різні рослинні угруповання, зокрема луки, савани, рідколісся та невеликі ділянки лісів. У заплавах річок, що впадають до затоки Карпентарія, зустрічаються великі ділянки водно-болотних угідь, у деяких з яких домінують шнуркові акації (Acacia stenophylla). Уздовж узбережжя Карпентарії трапляються мангрові ліси.
На прибережних низовинах, що простягаються уздовж південно-західного узбережжя Карпентарії, переважають рідколісся, у яких домінують дарвінські волокнисті евкаліпти (Eucalyptus tetrodonta), а серед пагорбів Карпентарійського уступу — рідколісся, в яких переважають дарвінські бокс-евкаліпти (Eucalyptus tectifica) та рясноплоді криваві евкаліпти (Corymbia polycarpa). В підліску цих евкаліптових рідколісь переважають високі трави, передусім колюча тріодія (Triodia pungens). У більш вологих горбистих районах на північному заході в підліску поширені різні види сорго (Sorghum spp.), подібні до тих, що домінують у саванах Арнемленду.
На рівнинах, що простягаються уздовж південного та південно-східного узбережжя Карпентарії, переважають луки, на яких домінують різні види діхантіумів (Dichanthium spp.). Південніше, в екорегіоні Мітчелл-Грасс-Даунс, на луках починають домінувати трави Мітчелла (Astrebla spp.). Уздовж північного краю плато Маунт-Айза простягається вузька смуга рідколісь, у яких домінують евкаліпти (Eucalyptus spp.) та чайні дерева (Melaleuca spp.). У змішаному підліску цих рідколісь переважають австралійські золотоборідники (Chrysopogon fallax) та різні види арістіди (Aristida spp.). На вершинах еродованих плато на південному сході регіону зустрічаються рідколісся, у яких домінують вузьколисті залізні евкаліпти (Eucalyptus crebra) та різні види кривавих евкаліптів (Corymbia spp.), що перемежовуються насадженнями списових акацій (Acacia shirleyi).
У захищених від пожеж та/або надзвичайно вологих районах зустрічаються невеликі ізольовані ділянки мусонних дощових лісів. У цих лісах поширені здерев'янілі ліани, які підіймаються у крони дерев; їх настільки багато, що невисокі мусонні дощові ліси також відомі як мусонні ліанові хащі. Флора мусонних лісів помітно відрізняється від флори навколишніх евкаліптових рідколісь і включає багато рідкісних та ендемічних видів з обмеженим ареалом. 
Ендемічні види рослин зустрічаються і в інших частинах екорегіону. Так, ендеміками островів Пелью є принаймні чотири види рослин, зокрема дзьобочашолистковий джут (Corchorus sidoides subsp. rostrisepalus). Серед інших рідкісних видів рослин, поширених в екорегіоні, слід відзначити залозисту трахімену (Trachymene glandulosa), тропічний алектріон (Alectryon tropicus), пагорбовий курраджонг (Brachychiton collinus) та бурий саговник (Cycas brunnea).

## Фауна
Серед поширених в екорегіоні ссавців слід відзначити прудкого валлабі (Notamacropus agilis), звичайного валлару (Osphranter robustus), північного кігтехвостого валлабі (Onychogalea unguifera), скельного кускуса (Petropseudes dahli), цукрову сумчасту летягу (Petaurus breviceps), північного бурого бандикута (Isoodon macrourus), малого рудого крилана (Pteropus scapulatus) та австралійську єхидну (Tachyglossus aculeatus), а також собаку дінго (Canis lupus dingo). Ендеміками екорегіону є карпентарійські скельні щури (Zyzomys palatilis), а майже ендемічними його представниками — східні коротковухі скельні валлабі (Petrogale wilkinsi), пісковикові сумчасті миші (Pseudantechinus bilarni) та карпентарійські сумчасті миші (Pseudantechinus mimulus).
Серед поширених в екорегіоні птахів слід відзначити буру перепілку (Synoicus ypsilophorus), бронзовошию горлицю (Geopelia humeralis), австралійську дрохву (Ardeotis australis), чорного шуліку (Milvus migrans), шуліку-свистуна (Haliastur sphenurus), райдужну бджолоїдку (Merops ornatus), синьокрилу кукабару (Dacelo leachii), золотисту розелу (Platycercus venustus), рожевоволого лорікета (Psitteuteles versicolor), австралійського папугу-червонокрила (Aprosmictus erythropterus), малого какаду (Cacatua sanguinea), червонохвостого какатоїса (Calyptorhynchus banksii), велику ойсею (Chlamydera nuchalis), бурого медовця (Lichmera indistincta), сивоголового медівника (Philemon argenticeps), рудогорлого мієлєро (Conopophila rufogularis), північного медника (Stomiopera unicolor), австралійського оругеро (Lalage tricolor), рудочеревого свистуна (Pachycephala rufiventris), білогрудого ланграйна (Artamus leucorynchus), велику сорочицю (Gymnorhina tibicen), чорнорябу віялохвістку (Rhipidura leucophrys), австралійську скунду (Grallina cyanoleuca), новогвінейську міагру (Myiagra nana), рудобокого корольця (Poecilodryas cerviniventris), довгохвостого діамантника (Poephila acuticauda), маскового діамантника (Poephila personata), білощокого діамантника (Stizoptera bichenovii), малинову амадину-рубінчика (Neochmia phaeton) та райдужного папужника (Chloebia gouldiae). Ендеміками екорегіону є рудокрилі трав'янчики (Amytornis dorotheae), а майже ендемічними його представниками — фіолетовоголові малюри (Malurus coronatus) та скельні ядлівчаки (Colluricincla woodwardi).
Герпетофауна екорегіону характеризується високим різноманіттям. Серед поширених в регіоні плазунів слід відзначити оливкового пітона (Liasis olivaceus), пітона Чілдрена (Antaresia childreni), плямисту суту (Suta punctata), гребневухого сцинка Слейтера (Ctenophorus slateri) та карпентарійського оксамитового гекона (Oedura bella). Ендеміками екорегіону є лимоногорлі варани (Varanus citrinus), спритні змієокі сцинки (Cryptoblepharus zoticus), борролульські дтелли (Gehyra borroloola) та карпентарійські двосмугі дракони (Diporiphora carpentariensis).
Прибережні водно-болотні угіддя та мулисті мілини є важливим місцем, де щороку збираються тисячі перелітних водоплавних та коловодних птахів, що мігрують уздовж Східноазійсько-Австралазійського пролітного шляху. На островах Пелью зустрічається понад 200 видів птахів. У постійних та сезонних водно-болотних угіддях Національного парку Стаатен-Рівер гніздиться понад 12 000 птахів — урако (Anseranas semipalmata), австралійських крижнів (Anas superciliosa), австралійських пеліканів (Pelecanus conspicillatus), різноманітних чапель і бакланів тощо.

## Збереження
Більша частина природного рослинного покриву екорегіону залишається відносно незайманою. Основними загрозами для збереження природи регіону є надмірний випас худоби, зміни у режимі пожеж через заміну невеликих і частих пожеж, які навмисно розпалювалися аборигенами, на широкомасштабні стихійні пожежі, підвищення рівня моря внаслідок глобального потепління, а також поширення інтродукованих тварин і рослин, таких як великоцвіта каучукова ліана (Cryptostegia grandiflora) та нільська акація (Vachellia nilotica).
Оцінка 2017 року показала, що 24 914 км², або 7 % екорегіону, є заповідними територіями. Природоохоронні території включають: Національний парк Ліммен, Національний парк Стаатен-Рівер та Національний парк Буджамулла. Також в межах екорегіону знаходиться кілька аборигенних природоохоронних територій.